# Веттерн
Веттерн (швед. Vättern) — озеро на півдні Швеції. Розташоване на висоті 88,5 м над рівнем моря. Озеро витягнуте з півдня на північ, його довжина — 129 км, ширина — 28 км. Є другим за розмірами озером країни і п'ятим в Європі. Площа 1912 км², глибина до 119 м. Площа водозбоного басейну близько 6 тис. км². На півдні озера — острів Вісінгсьо. Частина водного шляху Стокгольм — Ґетеборґ.

## Географія
Котловина озера Веттерн має тектонічне походження, є грабеном, обробленим плестоценовими льодовиками. Дно й береги скелясті. Береги круті, особливо східний, з крутими схилами. Живлення джерельне, вода прозора й холодна (у червні до 6 — 7 °C). На Ваттерні бувають сейші і сильні хвилювання, через що озеро замерзає піздно — наприкінці січня — початку лютого, у ширшій частині — не щорічно. З'єднується з Балтійським морем через річку Мутала і Гета-канал, з Північним морем — через Гета-канал, озеро Венерн і річку Гета-Ельв. На берегах Веттерну розташовані міста Мутала, Єнчепінг, Гускварна, Карлсборг.